# Керимли, Азер Шамшид оглы
Азер Шамшид оглы Керимли (азерб. Azər Kərimli; род. 6 июля 1964 года, город Баку, Азербайджанская ССР) — государственный и политический деятель. Депутат Милли Меджлиса Азербайджанской Республики VI, VII созывов, член комитета по международным отношениям и межпарламентским связям Милли Меджлиса.

## Биография
Родился Азер Керимли 6 июля 1964 года в городе Баку, ныне республики Азербайджан. В 1981 году завершил обучение в средней общеобразовательной школе № 176 города Баку. В этом же году поступил на обучение в Московский текстильный институт. С 1983 по 1985 годы находился на действительной военной службе в Советской армии.
В 1989 году с отличием окончил Московский технологический институт легкой промышленности, в 1992 году завершил обучение в аспирантуре того же института.
С 1991 по 1999 годы основал и был руководителем компании «Фахри» в Москве. В 1999 году возглавлял азербайджанские компании «Lotos Co Ltd», «Gamma Ltd».
В 2000 году был избран депутатом Милли Меджлиса Азербайджанской Республики II созыва по одномандатному избирательному округу № 60, в 2005 году был избран депутатом III созыва, в 2010 году стал депутатом IV созыва, а в 2015 году был избран по одномандатному избирательному округу № 112 депутатом V созыва.
На выборах в Национальное собрание Азербайджана VI созыва, которые прошли в 9 февраля 2020 года, баллотировался по Гахскому округу № 112. По итогам выборов одержал победу и получил мандат депутата Милли Меджлиса Азербайджанской Республики. С 10 марта 2020 года приступил к депутатским обязанностям. Является членом комитета по международным отношениям и межпарламентским связям Национального парламента. Руководитель азербайджано-итальянской межпарламентской рабочей группы. Член рабочих групп между Милли Меджлисом Азербайджанской Республики и парламентами Австрии, Англии,Чехии и Украины.
В 2024 году на парламентских выборах в Азербайджане, которые состоялись 1 сентября, одержал победу в Загатала-Балакенском избирательном округе №111. Официально избран депутатом Милли Меджлиса Азербайджана седьмого созыва, первое заседание которого состоялось 23 сентября 2024 года.
Владеет русским и английским языками.
Женат. Имеет двоих детей.

## Награды
За плодотворную деятельность в разные годы в зарубежных странах и Азербайджане был награждён орденами, медалями, почетными грамотами, благодарностями.
- Кавалер ордена «За заслуги перед Итальянской Республикой» (2 июня 2011 года)[3].
- Юбилейная медаль «100 лет Азербайджанской Демократической Республики (1918—2018)»,
- Юбилейная медаль Азербайджанской Республики «100 лет органов дипломатической службы Азербайджанской Республики (1919—2019)».